# Aaru

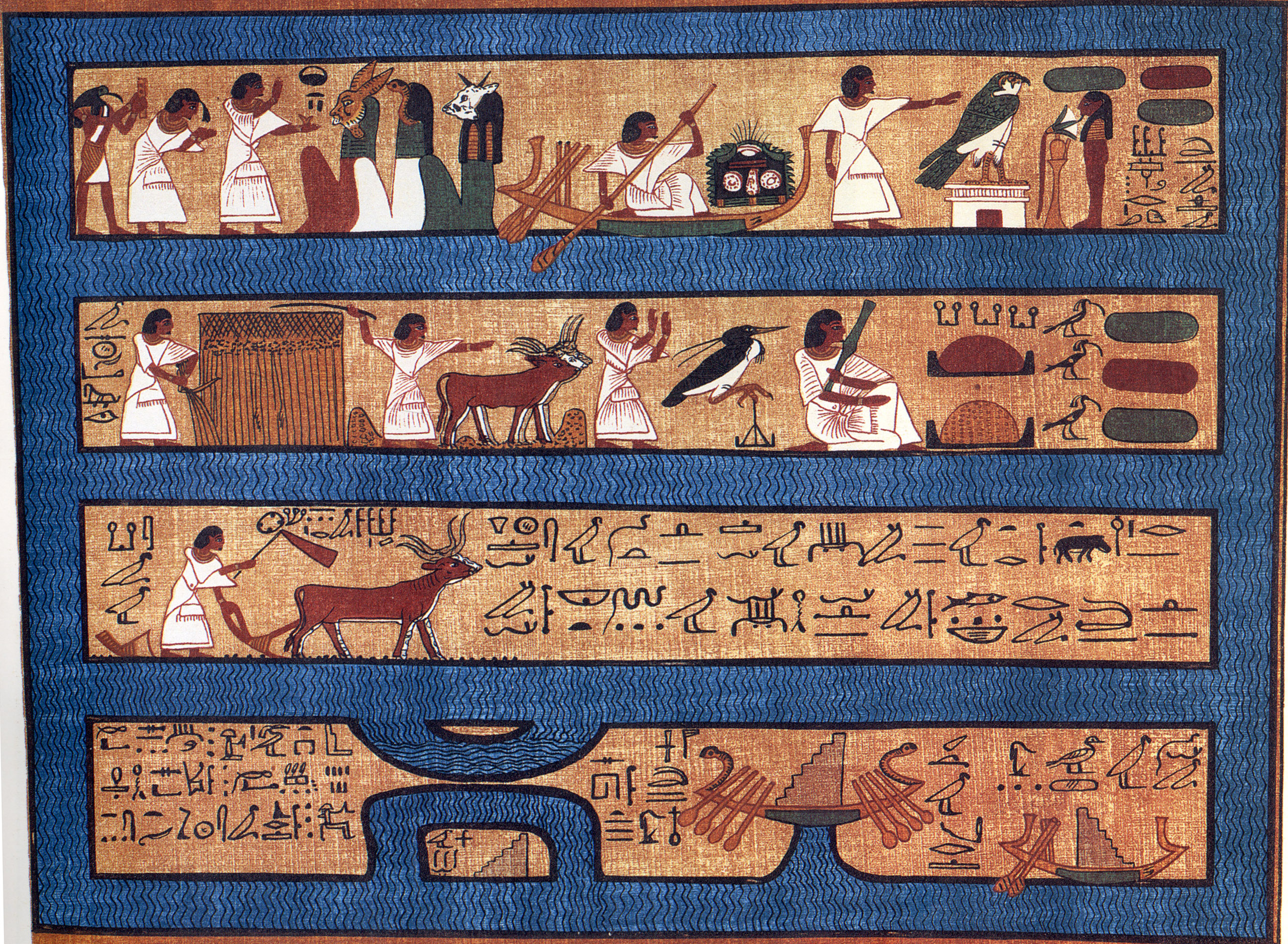
Representación del Aaru en el Libro de los Muertos The Book of the Dead. E. A. Wallis Budge (1857-1937).

La campiña o marisma (sx.t en singular) de Aaru (Iaru, Aalu, Yaar o Yalu) era el lugar paradisíaco donde reinaba Osiris, y morada también de Ra Hor-Ajti, Seth y otros dioses importantes, según la mitología egipcia.
El Aaru fue situado originalmente en los Textos de las Pirámides próxima a la campiña o marisma de las ofrendas o bendiciones (sx.t-Htp), o dentro de la misma (según otras tradiciones), la cual era localizada en la región del norte, donde las estrellas imperecederas o circumpolares. “Pon tu morada en la Campiña de las Ofrendas, entre las estrellas imperecederas (Pyr. 749c-e)". Posteriormente se localizó en el nordeste y también en el noroeste, y se describe como un campo eternamente fértil o una serie de islas cubiertas de cañas (un campo de Juncos), similar al terrenal delta del Nilo: una zona de caza y pesca ideal. El lugar donde moraba Osiris también fue denominado, a veces, Campo de Ofrendas, Sejet Hetep (sx.t-Htp) en egipcio antiguo.
Solamente a los espíritus cuyos actos pasados terrenales (conciencia y moralidad, representados por el corazón) pesaban igual que el Maat (la armonía cósmica, representada simbólicamente por una pluma) les era permitido comenzar un largo y peligroso viaje al Aaru, para disfrutar placenteramente por toda la eternidad.

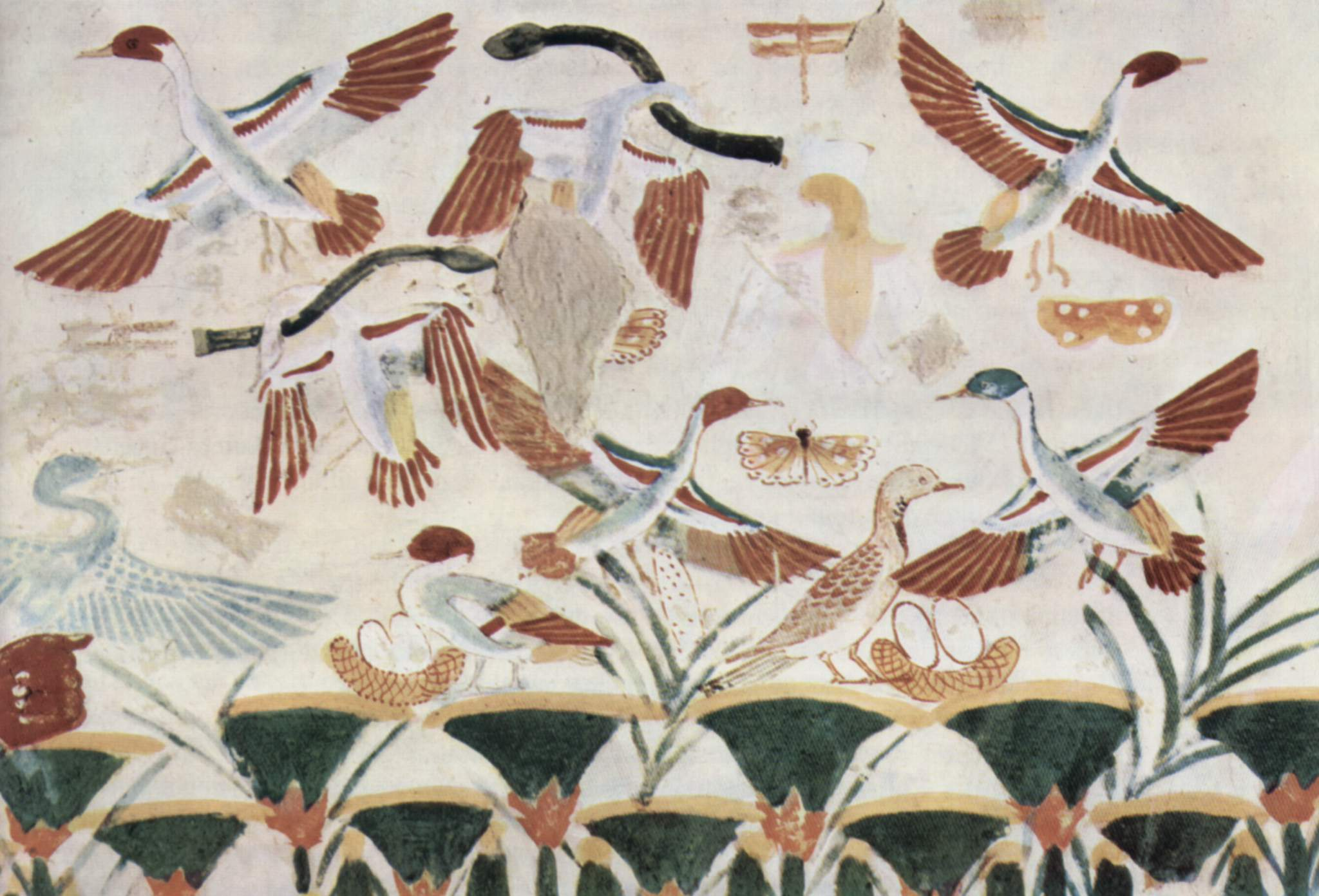
Pintura en la tumba de Najt.

Pero la vida nueva que comienza después de un juicio favorable no es, al principio, mejor o más espiritual que la vida en la tierra. El justo sigue siendo un caminante en un viaje largo y difícil para lograr alcanzar la dicha y seguridad en los fértiles campos de Aaru. 
En este viaje estaba expuesto a múltiples peligros y, para evitarlos, el espíritu del difunto dependía de la energía y conocimientos que hubiera adquirido en la vida pasada, y de las palabras mágicas registradas en el Libro de los muertos. 
Además necesitaba la ayuda proporcionada por los parientes y amigos que aún vivían en la Tierra, pues eran ellos los que aseguraban la conservación de su cadáver para que él pudiera volver y utilizarlo como tumba indestructible, hogar y abrigo de su Ka, necesitando alimento y bebida para su sustento, rezos y sacrificios para su salvación, y perseverar su recuerdo inscribiendo en los muros de la tumba, o escribiendo en rollos de papiro, capítulos del libro de los muertos, introducidos entre los vendajes de su cuerpo momificado.